# Divize D 2022/2023
Divize D 2022/2023 byla 58. ročníkem moravskoslezské Divize D, která je jednou ze skupin 4. nejvyšší soutěže ve fotbale v Česku. Mistrem sezony 2022/22 se stal TJ Start Brno a postoupil tak do třetí nejvyšší soutěže.
Díky odmítnutí postupu vítěze Divize E (Kozlovice) a dalších celků v pořadí (Žďár nad Sázavou, Slavičín, Hlubina a Šternberk) byl postup nakonec nabídnut týmu Tatranu Bohunice, který nabídku přijal a postoupil. 
Do krajského přeboru sestoupil tým SK Bystřice nad Pernštejnem jako nejhorší tým ze všech mužstev v moravskoslezských divizích na posledních místech tabulek; v příští sezóně bude hrát v Přeboru Kraje Vysočina.

## Formát soutěže
V sezóně se utkalo 14 týmů každý s každým dvoukolovým systémem podzim–jaro.

## Změny týmů proti ročníku 2021/22
- Z MSFL 2021/22 sestoupilo do Divize D mužstvo FC Vysočina Jihlava „B“.
- Do MSFL 2021/22 postoupilo mužstvo FK Hodonín.
- Do Divize E 2022/23 se přesunulo mužstvo FC Zbrojovka Brno „B“.
- Z předchozího ročníku sestoupilo do nižší soutěže mužstvo TJ Slavoj TKZ Polná.
- Z Přeboru Kraje Vysočina 2021/22 postoupilo mužstvo TJ Dálnice Speřice a z Přeboru Jihomoravského kraje 2021/22 postoupilo mužstvo TJ Tatran Bohunice.

## Konečná tabulka
| Poř. | Tým                            | Z  | V  | R | P  | VG | OG | B  |
| ---- | ------------------------------ | -- | -- | - | -- | -- | -- | -- |
| 1.   | TJ Start Brno                  | 26 | 20 | 3 | 3  | 63 | 22 | 63 |
| 2.   | FC ŽĎAS Žďár nad Sázavou       | 26 | 17 | 6 | 3  | 60 | 27 | 57 |
| 3.   | TJ Tatran Bohunice (N)         | 26 | 16 | 4 | 6  | 51 | 27 | 52 |
| 4.   | TJ Sokol Lanžhot               | 26 | 14 | 8 | 4  | 49 | 24 | 50 |
| 5.   | TJ Sokol Tasovice              | 26 | 14 | 7 | 5  | 56 | 34 | 49 |
| 6.   | MSK Břeclav                    | 26 | 12 | 3 | 11 | 37 | 47 | 39 |
| 7.   | FC Vysočina Jihlava „B“ (S)    | 26 | 9  | 8 | 9  | 42 | 39 | 35 |
| 8.   | SK Tatran Ždírec nad Doubravou | 26 | 8  | 9 | 9  | 34 | 32 | 33 |
| 9.   | FC PBS Velká Bíteš             | 26 | 9  | 4 | 13 | 37 | 51 | 31 |
| 10.  | FSC Stará Říše                 | 26 | 7  | 6 | 13 | 35 | 38 | 27 |
| 11.  | TJ Dálnice Speřice (N)         | 26 | 6  | 4 | 16 | 22 | 57 | 22 |
| 12.  | AFC Humpolec                   | 26 | 5  | 6 | 15 | 31 | 54 | 21 |
| 13.  | FC Slovan Havlíčkův Brod       | 26 | 3  | 8 | 15 | 17 | 41 | 17 |
| 14.  | SK Bystřice nad Pernštejnem    | 26 | 3  | 2 | 21 | 27 | 68 | 11 |

Poznámky:
- Z = Odehrané zápasy; V = Vítězství; R = Remízy; P = Prohry; VG = Vstřelené góly; OG = Obdržené góly; B = Body; (S) = Mužstvo sestoupivší z vyšší soutěže; (N) = Mužstvo postoupivší z nižší soutěže (nováček)

|  | Postup do MSFL 2023/24                   |
|  | Sestup do Přeboru Kraje Vysočina 2023/24 |